# Eduard Tubau
Eduard Tubau Cutal, detto Eddie (Terrassa, 6 gennaio 1981), è un hockeista su prato spagnolo, che gioca come striker.
Ha rappresentato la nazionale maschile spagnola per tre volte consecutive ai giochi olimpici a partire dal 2000. Gioca per il Club de Campo Villa de Madrid.